# Jep Schmidt
Jep Marcussen Schmidt (14. april 1910 i Løjt – 6. december 1988) var en dansk gårdejer og medlem af det tyske mindretals ledelse.

## Baggrund
Jep Schmidt var født i Løjt ved Aabenraa og opvokset i et tysksindet hjem. Han tog realeksamen i Aabenraa og var fra 1928 til 1929 på tysk landbrugsskole i Flensborg. 
Schmidt blev hurtigt fanget af den nazistiske ideologi og var aktiv i to mindre nordslesvigske nazistiske grupperinger, før han i 1935 sluttede sig til Jens Møllers NSDAP-N (Nationalsozialistische Deutsche Arbeiterpartei-Nordschleswig), hvor han i 1936 blev leder af partiets Aabenraa Kreds, der kom til at omfatte 14 Ortsgruppe-ledere og op mod 1400 medlemmer. Fra 1933 blev han tillige medlem af SK (Schleswigsche Kameradschaft), som svarede til det rigstyske SA. SK udgjorde mindretallets ideologiske kernetropper.

## 2. Verdenskrig
Schmidts aktivisme og ”Weltanschauung” kom til udfoldelse 9. april 1940, da han under indtryk af den tyske indmarch i Danmark medvirkede ved dels ”anholdelsen” af angiveligt tyskfjendtlige danske medborgere, dels ved et forsøg på at trænge ind i Frimurerlogens bygning i Aabenraa. Siden indberettede han som kredsleder danske medborgeres angiveligt tyskfjendtlige ytringer og handlinger til partiets Organisationsamt, som med Schmidts viden videresendte disse til rigstyske instanser. Schmidt forsøgte også ved direkte henvendelser til rigstyske instanser at kompromittere amtmand K. Refslund Thomsen samt at få fjernet en lokal dommer under henvisning til dennes angivelige jødiske afstamning. I mindretallets avis rettede han hårde angreb på danske medborgere, f.eks. Kaj Munk, og en lokal gymnasielektor krævede han i avisen fjernet fra grænselandet. 
Som en af partiets fem kredsledere var Schmidt selvskrevet medlem af Det lille politiske Råd, og som sådan var han medansvarlig for hvervningen af mindretallets unge til tysk fronttjeneste. Schmidt var yderst aktiv på dette punkt og talte ved flere hvervemøder. Selv meldte han sig til tysk krigstjeneste allerede i 1939, var igen på session i 1940 med efterfølgende 1-2 måneders rekruttjeneste, men blev først i foråret 1942 indkaldt til fronttjeneste i Waffen-SS. Frem til marts 1944, hvor Schmidt vendte ikke-frontduelig tilbage til Nordslesvig, gjorde han tjeneste ved østfronten og i Frankrig. Pga. sit fravær fra Nordslesvig pådrog Schmidt sig ikke et medansvar for oprettelsen af Zeitfreiwilligen- og Selbstschutz- korpsene, som var henholdsvis en slags hjemmeværn under den tyske Værnemagts kommando og et uniformeret, bevæbnet beskyttelseskorps, der virkede i tilknytning til besættelsesmagten imod danske medborgere. Derimod var Schmidt igen tilbage i Det lille politiske Råd, da mindretalsledelsen fra efteråret 1944 mobiliserede mindretallet til at grave skanser tværs over Nordslesvig vendt mod en allieret invasion. Derfor blev han efter krigen kendt skyldig i dette forhold. 

## Domfældelse og efterkrigstid
Jep Schmidt blev interneret 7. maj 1945 og i efteråret 1948 ved byretten i Aabenraa idømt 8 års fængsel. Han blev imidlertid benådet og løsladt fra Fårhuslejren i maj 1949. 
Jep Schmidt var en af de ganske mange ledende mindretalsmedlemmer med en nazistisk fortid, som gjorde politisk karriere efter krig og retsopgør. Han blev i 1966 valgt ind i Løjt kommunalråd og efter kommunalreformen i 1970 var han medlem af Aabenraa byråd for Slesvigsk Parti, fra 1974-78 som viceborgmester i en koalition med den socialdemokratiske borgmester Camma Larsen-Ledet. 